# 잘리즈네

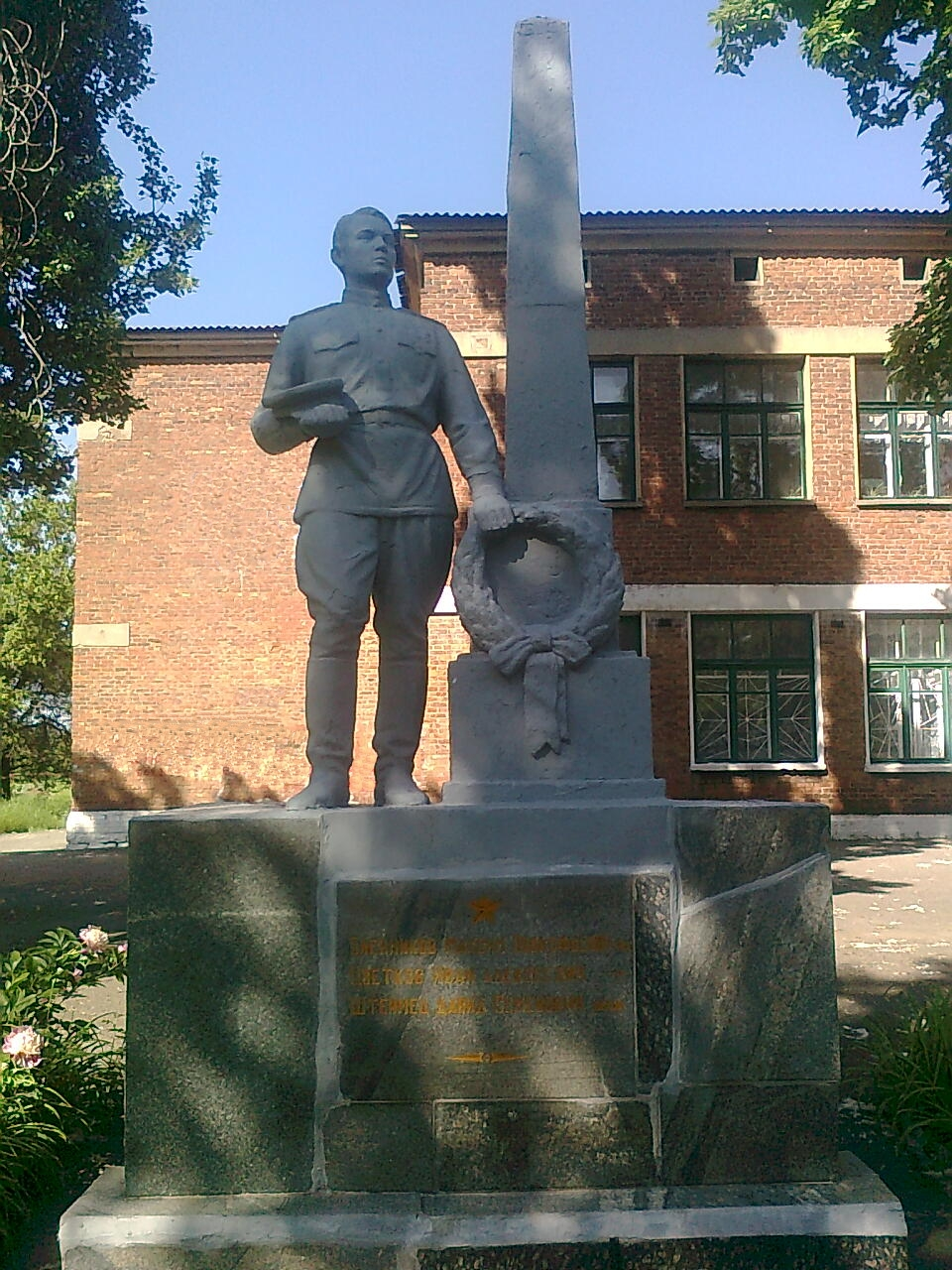
잘리즈네의 소련 전쟁 동상

잘리즈네(우크라이나어: Залізне, IPA: [zɐˈl⁽ʲ⁾izne]), 구 명칭: 아르툐모보, Artemove, 우크라이나어: Артемове, 러시아어: Артёмово)는 우크라이나 도네츠크주 바흐무트 라이온에 있는 도시이다. 인구: 4,928명(2022년 추정); 6,725(2001).
2016년 5월 19일, 아르툐모보는 공산주의 이름을 금지하는 법률에 따라 잘리즈네로 이름이 변경되었다.

## 역사
잘리즈네는 1894년부터 네립티브스키 쿠티르로 알려져 있다. 1905년 7월, 네립티브스키 광산(나중에 아르템 광산으로 명명됨)의 광부들은 100명 이상의 광부가 참여하는 파업을 조직했다. 1916년 4월, 5,000명 이상의 노동자가 네립티브스키 광산에서 파업에 돌입했다. 1917년에 소련 당국이 설립되었고, M.I. 두보비가 노동자 대표 협의회 의장으로 선출되었다.

### 러시아-우크라이나 전쟁
2024년, 도네츠크 주를 점령하기 위한 새로운 노력의 일환으로, 딥스테이트(DeepState)가 확인한 위치 정보 영상에 따르면 러시아군은 잘리즈네와 토레츠크 도시 지역의 기타 위성 정착지 근처로 진격했다. ISW는 7월 13일 러시아군이 잘리즈네 중심부에 도달했다고 보고했다. 러시아는 8월 19일에 도시를 점령했다고 공식적으로 주장했다.

## 인구
2001년 기준 우크라이나 인구 통계의 사용 언어는 다음과 같다.
- 러시아어 82.82%
- 우크라이나어 16.75%
- 벨라루스어 0.20%
- 아르메니아어 0.11%